# Monasterio de San Lorenzo de Bagá
El monasterio de San Lorenzo cerca de Bagá (en catalán: monestir de Sant Llorenç de Bagà) está situado a un kilómetro de la población catalana de Guardiola de Berga en la provincia de Barcelona (España).

## Historia
Está documentado en el año 898 en una donación de tierras, cuando ya existía una comunidad de monjes con un abad. En el momento de su consagración el 21 de noviembre del año 983, ya tenía quince monjes. Alcanzó gran prosperidad gracias a grandes donaciones hechas por condes y señores del lugar. A partir del siglo XII el cambio fue radical y fue decayendo, sobre todo por el fin de las donaciones e incluso por la apropiación de tierras y bienes pertenecientes al monasterio por parte de los señores del territorio.
La existencia de abades comendatarios que no residían en el cenobio hizo que su estado de deudas y ruinas aumentase. En el año 1592 fue convertido en priorato dentro de la Congregación Claustral de Tarragona y vinculado al monasterio de San Pablo del Campo de Barcelona, hasta el abandono total en el año 1614.
En la década de los ochenta del siglo XX, se hicieron trabajos de excavación y restauración por parte de la Diputación de Barcelona.

## El edificio
La primera iglesia consagrada en el año 983 era de planta rectangular con tres naves separadas por columnas, una puerta principal en la fachada este y otras laterales que comunicaban con las dependencias del monasterio.

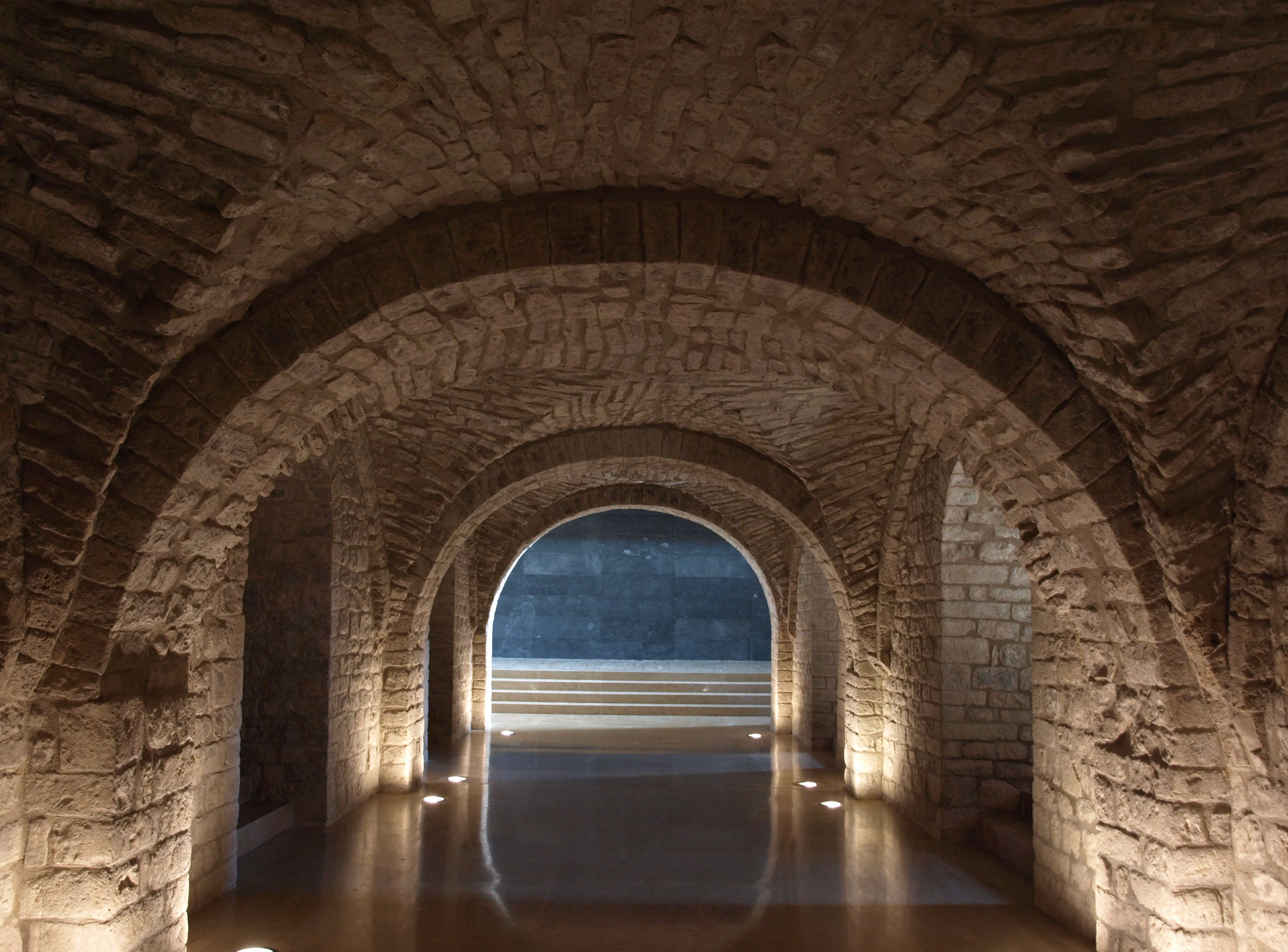
Cripta de la iglesia

Durante el siglo XI se añadieron en las naves laterales dos absidiolas semicirculares; sus restos se encontraron en las excavaciones de los años 1980.
La reforma más importante se produjo en el siglo XII: se añadió entre las absidiolas un cuerpo rectangular a manera de ábside central, se construyó una tribuna en la mitad de la nave central y debajo de ésta, se rebajó hasta formar una cripta que se comunicaba con el templo por diversas escaleras.
Después de otras reformas en los siglos XVIII y XIX, la iglesia que se ha conservado tiene la mitad de dimensiones que la original, con planta cuadrada y dividida en dos niveles, el superior con dos naves y el inferior con tres naves cubiertas con bóvedas de arista. La planta alta se utiliza para el culto y la nave central tiene una bóveda de cañón con diversas ventanas de arcos de medio punto.
Del claustro y las dependencias monacales solo quedan los muros y sus estructuras.